# Jeanette Winterson
Jeanette Winterson, OBE, född 27 augusti 1959 i Manchester, är en brittisk författare. Hon har bland annat skrivit den meta-fiktionella romanen Det finns annan frukt än apelsiner (1985). I introduktionen till romanen beskriver Jeanette Winterson hur hon ville använda sig själv som en fiktionell karaktär – som ett förlängt "jag". Hennes övriga verk är experimentella romaner med könsöverskridande rollfigurer och icke-traditionellt berättande, men hon har även skrivit barnböcker, essäer och annat.

## Biografi

### Uppväxt
Jeanette Winterson föddes i Manchester av en 17-årig ensamstående kvinna, Ann, som ville att dottern skulle få två föräldrar. Dottern, vars ursprungsnamn var Janet, adopterades drygt ett halvår senare, den 21 januari 1960, av Constance och John William Winterson som bodde i Accrington i nordvästra England. Winterson har senare beskrivit Accrington som "en typisk nordlig arbetarklassbruksort, där det bara fanns två distraktioner: kyrkan och det bistra landskapet." Adoptivfadern monterade TV-apparater i en fabrik medan adoptivmodern på heltid var engagerad i Elim Pentecostal Church, en del av pingströrelsen och, enligt Winterson, "en fundamentalistisk sekt som tror att varje ord i Bibeln är sant". Detta betydde bland annat att hemmet innehöll få böcker förutom Bibeln, inga tavlor och nästan ingen musik. Några av de böcker Winterson fick tag på brändes av modern och när dottern försökte lära sig spela piano sålde modern instrumentet. Modern, som Winterson kallar Mrs Winterson, fostrade dottern genom fysiska bestraffningar, inklusive aga, men även genom att låsa henne ute eller sätta henne i kolkällaren. Enligt Winterson var modern pessimistisk (möjligen deprimerad) medan hon själv var optimistisk, något som orsakade konflikter dem emellan. Fadern plågades av sina minnen från Dagen D-invasionen och var i stort sett passiviserad. Winterson levde stor del av tiden ensam, något som hon inte behandlar i vad många antar är hennes självbiografi, Det finns andra frukter än apelsiner, utan först skrev om i memoaren Varför vara lycklig när du kan vara normal?.
Familjen var mycket fattig och bodde i ett radhus med utedass. Man odlade en stor del av sin egen mat och födde upp såväl höns som kaniner för föda. De hade varken bil eller telefon, och kände inte någon som hade bil eller telefon.
Winterson uppfostrades till pingstkyrklig kristen missionär och började därför vid sex års ålder evangelisera och författa predikotexter. Modern skickade med Winterson psalmtexter till skolan och hade tavlor med bibeltexter uppsatta i huset.

### Studietid och uppbrott
Winterson studerade vid Accrington Girls’ Grammar School. Modern ansåg att de andra flickorna mer var intresserade av ytligheter än tältmöten och religion.
Hösten 1975, vid 15–16 års ålder, lyckades Winterson omvända en flicka, Janey, som hon senare blev sexuellt intresserad av.
"Det var ett fantastiskt uppvaknande, särskilt om man, som jag, har en romantisk läggning. [Tonårssex var] så upphetsande och utan det bagage som kommer senare. Det var kopplat till djurisk åtrå, som flickor förlorar tidigt. De vill precis lika gärna ha sex för egen skull, men luras bort från det."
När modern upptäckte affären försökte hon först att göra en brutal tredagars-exorcism på dottern för att stoppa det onaturliga beteendet. Det fungerade inte, och Winterson valde lyckan framför att vara "normal". Då körde modern ut henne ur hemmet och tog offentligt avstånd från dottern, varpå Winterson lämnade kyrkan. Hon fortsatte dock att studera vid Accrington College of Further Education, medan hon bodde i en Mini och försörjde sig genom att köra glassbil, sminka lik hos en begravningsentreprenör och arbeta som städare på ett mentalsjukhus.
1978 sökte Winterson sig till Oxford, på inrådan av en engelsklärare, där hon försökte komma in på St Catherine's College, Oxford. Hennes första ansökning blev inte godkänd, men hon lyckades övertyga dem genom sin påstridighet. Hon kände sig obekväm i Oxford, eftersom hon tidigare inte varit längre bort än Blackpool, hennes predikande stil fick hennes studiekamrater att se henne som självupptagen. Det var där hon träffade sin vän Vicky Licorish, till vars barn hon senare blev gudmoder. Winterson upplevde att de flesta vid universitetet tillhörde medelklassen, men ändå såg sig själva som fattiga, något hon såg som oerhört privilegierat. Hon tog en B.A. i engelska 1981.

### Det finns annan frukt än apelsiner

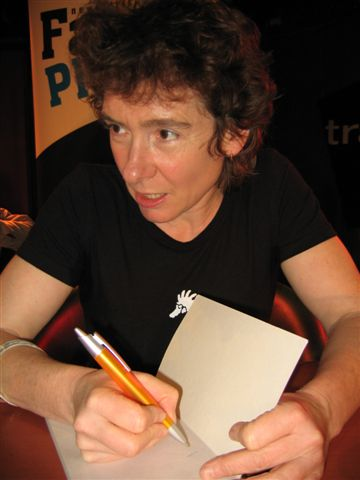
Winterson, 2005.

Efter att ha tagit sin examen flyttade Winterson till London där hon hade en rad ströjobb: på en teater, som aktiemäklare och diversearbetare på ett förlag. Inget av arbetena var särskilt välbetalt.
1985 kom Wintersons litterära debut, romanen Det finns annan frukt än apelsiner, som gavs ut av Pandora Press, där Winterson tidigare hade arbetat. Romanen handlar om rollfiguren Jeanette som blir adopterad av ett frikyrkligt par i norra England, och som blir kär i en kvinna, vilket gör att hon får lämna familjen. Likheterna med Wintersons eget liv har resulterat i att de flesta kritiker har utgått ifrån att det är en i stort sett självbiografisk bok. Utan sin uppväxt med den förtryckande modern tror Winterson inte att hon hade blivit författare. "Apelsiner var ett skrik från en kolkällare." Winterson har dock förklarat att skillnaden mellan hennes liv och romanen är att hennes barndom var mycket mer ensam. Hon menar också att det finns gott om män som skrivit om rollfigurer med samma namn som författaren, vilket då betraktas som metafiktion (såsom Henry Miller, Saul Bellow, Martin Amis och Paul Auster – jämför omvänd nyckelroman), och att kvinnor inte förväntas skriva om annat än sig själva. Boken blev snabbt en försäljningssuccé och fick 1985 års Whitbread Prize för bästa roman. Vid 24 års ålder blev hon en känd såväl för sitt författarskap som sin sexualitet och omgavs av rykten. Adoptivmodern var missnöjd med Wintersons författarskap, som Winterson förstått det delvis på grund av att hon "hatade ju själv att vara fast i en liten stad i ett litet liv." men också för att hon kände sig sviken för att dottern frigjort sig från familjen.

### Tidigt författarskap
Redan tre månader efter att Det finns annan frukt än apelsiner gavs ut kom Wintersons andra bok ut. Det var en komisk tecknad berättelse, Boating For Beginners, med utgångspunkt i den bibliska historien om Noa och syndafloden. Boken kom till på förslag från förlaget, och Winterson gick med på det för att få in pengar. Winterson betraktar inte Boating for Beginners som en del av sin vanliga produktion, och säger att hon övergav det komiska författandet i och med sin andra roman, Passionen. "[J]ag ville utforska alla sorters problem – strukturella, lingvistiska, känslomässiga, inom ramen för vad jag skrev.
Wintersons tredje bok skrevs också på kommission och var en självhjälpsbok, Fit for the future (1986). Inte heller den brukar räknas in i Wintersons övriga produktion, och boken trycks inte i nya upplagor. Men Winterson är fortfarande intresserad av träning, och boken ses av London Review of Books som en av Wintersons bästa. Financial Times skriver att den "kombinerar hård träning med överdåd i karaktäristisk stil".

### Livet i London ochPassionen
I en intervju med Ginny Dougary i The Times framgår att Winterson under denna period hade sexuella förbindelser med många gifta kvinnor i hemlighet, och fick Le Creuset-kastruller som presenter. Det hela framfördes i The Times som en sorts prostitution, och vissa reportrar och kritiker menar att Winterson inte varit sen att utnyttja den marknadsföring som ryktena innebar. Winterson menar dock att "det gestaltades som lesbisk prostitution, vilket det i själva verket inte var. Det hade helt enkelt att göra med en mycket märklig och speciell tid som inte skulle kunna ske nu, med kvinnor som levde dubbelliv. Jag var mycket ung. De ville bara ge mig presenter, och jag behövde kastruller." En av de gifta kvinnorna var författaragenten Pat Kavanagh, som då var gift med författaren Julian Barnes. Kavanagh lämnade Barnes för Winterson, och Winterson fick utstå mycket ryktesspridning och negativ publicitet. "På åttiotalet var lesbiska författare okej, men lesbiska som stal fruar var inte okej", enligt Winterson. Förhållandet tog slut 1989, men Winterson och Kavanagh höll kontakten och hade en vänskapsrelation fram till Kavanaghs död 2008. Winterson har skildrat deras förhållande i boken Skrivet på kroppen (1992).
Wintersons skrivande i enrummaren i stadsdelen Kentish Town i nordvästra London stördes av en granne som var konsertpianist. Kavanagh sammanförde Winterson med sin klient Ruth Rendell och hennes man Don, som lät henne använda deras hus när de var bortresta, och i annat fall ett uthus i trädgården. Där skrev hon fyra av sina böcker. Winterson och Rendell höll sin vänskap levande fram till Rendells död 2015. Paret Rendell blev exempelvis tackade i början av Wintersons andra bok Passionen, som utspelar sig under Napoleonkrigen (1803 till 1815). Boken kretsar kring fotsoldaten Henri, som blir utvald av Napoleon att bli hans personliga kock, och den kortspelande, bisexuella Villanelle, som redan är gift med Napoleons ordinarie kock. Det resulterande triangeldramat gav Winterson 1987 års John Llewellyn Rhys Prize, och blev en internationell bästsäljare, och gjorde att Winterson kunde försörja sig på sitt författarskap.

### Vidare författarskap
1989 kom Wintersons tredje roman, Skapelsens kön. Även den blev en stor försäljningsframgång internationellt. Boken gav henne en EM Forster award. Ändå fanns det stort motstånd från mer etablerade författare: "Jag var på ett party 1989 och Ian McEwan, Martin Amis och Salman Rushdie satt i en soffa och undrade varifrån nästa generation av brittiska författare skulle komma. När vi pratade, blev det uppenbart att de inte hade läst en rad jag hade skrivit." Boken utspelar sig i ett 1600-tals-London och har stora inslag av magisk realism. Det blev den sista boken hon skrev som utspelade sig i historisk tid, eftersom hon inte ville fastna i ett fack. Filmen kretsar kring en jättelik hundkvinna och en upphittad pojke, Jordan, och handlar inte minst om kvinnlig självrepresentation.
1990 adapterades boken Det finns annan frukt än apelsiner för TV med manus av Winterson, under samma namn, vilken gjorde att hon vann BAFTA för bästa drama. TV-serien placerades i samma "seriösa" plats i TV-tablån som Dennis Potters serier tidigare innehaft, och blev mycket framgångsrik. I huvudrollerna fanns Geraldine McEwan (som modern) och Emily Aston respektive Charlotte Coleman (som Jess). Regissören Beeban Kidron fick också ett silver vid FIPA-festivalen i Cannes 1990. Winterson förklarar att "det fanns egentligen ingenting innan Apelsiner som visade lesbiska kvinnor som något annat än fula, desperata, förvirrade, ensamma, drogberoende, alkoholistiska, rovlystna eller genomgående en förändring."
Skrivet på kroppen (1992) var en mer experimentell bok. Berättaren har varken namn, kön eller ålder och är mycket opålitlig. Boken har ett stundom erotiskt innehåll och kretsar kring ett förhållande som avslutas för att ersättas av ett annat. Skrivet på kroppen var tillägnad Peggy Reynolds, Wintersons nya flickvän, efter att förhållandet med Pat Kavanagh avslutades 1989, vilket har lett till att flera kritiker har dragit slutsatsen att boken är en förtäckt självbiografi. Andra menar att Wintersons poäng var att beskriva att människor skulle bli lyckligare om vi frångick traditionella könsroller. Samma år fick Winterson delta i en enkät om vilken som var årets bästa bok. Hon svarade då Skrivet på kroppen, något som fick stor uppmärksamhet. Under denna period hamnade Winterson också i blåsväder för att ha besökt en kritiker, Nicci Gerrard, som skrivit en något negativ presentation av Winterson, under en middag som Gerrard hållit, och att där ha skällt ut henne. Beskrivningarna av vad som ägde rum skiljer sig vitt åt. Efter den händelsen har flera av Wintersons självförhärligande episoder tagits fram som exempel, både på hur konstig självbild Winterson har och på hur samma sorts beteende av en man eller i en annan tidsålder hade varit acceptabelt. Hon beskriver att hon gjort misstag i sitt liv, men att det berott på att hon brutit ny mark för kvinnliga författare. "Vid college fick jag höra att det fanns fyra stora kvinnliga romanförfattare under 1800-talet - Jane Austen, George Eliot, Charlotte och Emily Brontë. Ingen av dem levde ett avundsvärt liv - allihop fick offra löjligt mycket för att kunna bli författare. Jag var inte beredd att göra det."
1994 kom Konst & lögner, som bygger på Richard Strauss opera Rosenkavaljeren, och slutet består av delar av librettot. Boken kretsar kring tre rollfigurer, den celibate prästen och cancerspecialisten Händel, den kvinnliga konstnären Picasso som blivit våldtagen upprepade gånger av sin far och Sapfo, som bygger på den historiska personen Sapfo. Det händer ganska lite i romanen, och den fick sämre recensioner än de tidigare böckerna, även om hennes experimentlusta uppskattades.
Året därpå kom en serie essäer under titeln Konst: essäer om extas och skamlöshet, där Winterson beskriver såväl konst som skrivande, och betonar risktagandets förtjänster. Hennes nästa bok, Vintergatan går genom magen (1997), kretsar kring åter ett triangeldrama, denna gång mellan fysikern Jove, hans fru Stella, och den unga fysikern Alice som blir bägges älskarinna. Boken handlar också om kvantfysikens påstådda likheter med astrologi och alkemi.
Hon anpassade boken Powerbook (2000) om en författare som skriver för att förföra en kvinna, till teaterscenen och den sattes upp på Royal National Theatre i London 2002. Hon gav senare ut The King of Capri (2003), Fyrväktaren (2004), Tyngd: myten om Atlas och Herakles (2005) och Tidväktaren (2006), alla med blandad kritik, men några recensenter menar att barnboken Tidsväktarna och science fiction-romanen Stengudarna hör till det bästa hon har skrivit.
Winterson blev tilldelad den brittiska riddarorden Brittiska imperieorden 2006 för sina litterära gärningar. 
Stengudarna (2007) var en experimentell science fiction-roman, där bokens huvudperson (av obestämt kön) blir kär i en RoboSapien.
2009 donerade hon novellen "Dog Days" till Oxfams Ox-Tale-projekt med fyra samlingar engelska berättelser av 38 författare.
År 2011 kom hennes självbiografi Varför vara lycklig när du kan vara normal? (titeln är ett citat från Wintersons mor).
2012 blev Winterson Professor of Creative Writing vid universitetet i Manchester. Som sådan har hon uttryckt att blivande författare inte bör lyssna på råd från författare som inte själva skrivit något betydande verk.

### Privatliv
Under flera år när hon bodde i London hade Winterson en serie korta förhållanden. I juni 2002 avslutade Winterson sitt tolvåriga förhållande med Margaret "Peggy" Reynolds, som arbetar på BBC. Hon har haft ett sex år långt förhållande med teaterregissör Deborah Warner och är sedan 2015 gift med författaren och terapeuten Susie Orbach. Hennes roman Passionen inspirerades av hennes kärleksaffär med hennes litterära agent Pat Kavanagh.
2007, efter att förhållandet med Deborah Warner avslutats, gick Winterson i självmordstankar, men vägrade att både begå självmord och att försöka gå vidare utan att läka såret. "Jag hittade vad [poeten] Graves kallade det skimrande området mellan mörker och mörker. Det var något jag såg framför mig, det glimrande området. Det verkade som att jag bara kunde gå in i det skimrande området och vara där. Och jag gjorde det och sedan började mörkret att försvinna. Såret finns alltid där och gör ont men det varar inte." Hon har senare beskrivit sina erfarenheter av premenopausala problem.
Samma år hittade hon sin biologiska mor Ann, som visade sig ha två ytterligare söner. Hon hade vid dotterns födelse sytt överrockar för Marks & Spencer. Hennes adoptivmor hade dock påstått att modern varit död, sinnessjuk och narkotikaberoende, vilket gjort att Winterson inte sökt efter henne tidigare. 2008 dog hennes adoptivfar, som hon under hans sista år fått en bättre relation med.
Hon är numera varken religiös eller icke-religiös. Winterson beskrivs ibland som mycket kort.

## Filmografi
Winterson har i samtliga fall skrivit manus.
- 1990 - Det finns annan frukt än apelsiner, TV-serie i 3 avsnitt[70]
- 1994 - Great Moments in Aviation, film[71]
- 2007 - Jackanory Junior, avsnitt i TV-serie[72]
- 2009 - Ingenious, TV-film[73] (även exekutiv producent)

## Källhänvisningar
1. ↑  Identifiants et Référentiels, Agence bibliographique de l'enseignement supérieur, idRef-ID SUDOC: 029475546, läst: 16 september 2018.[källa från Wikidata]
2. ↑  Internet Speculative Fiction Database, ISFDB författar-ID: 3143, läst: 16 september 2018.[källa från Wikidata]
3. ↑  SNAC, SNAC Ark-ID: w6qc0jth, läs online, läst: 16 september 2018.[källa från Wikidata]
4. ↑  ”When unmarried mothers were blamed for everything” (på brittisk engelska). The Telegraph. http://www.telegraph.co.uk/art/what-to-see/jeanette-winterson-unmarried-mothers-children-foundling-museum/. Läst 6 juni 2017.
5. 1 2  ”Adopted.. Who Am I ? – Jeanette Winterson” (på amerikansk engelska). Jeanette Winterson. Arkiverad från originalet den 17 juni 2017. https://web.archive.org/web/20170617180750/http://www.jeanettewinterson.com/journalism/adopted-who-am-i/. Läst 6 juni 2017.
6. ↑  ”Jeanette Winterson: all about my mother”. The Guardian (London). 29 oktober 2011. http://www.guardian.co.uk/books/2011/oct/28/jeanette-winterson-all-about-my-mother. Läst 29 oktober 2011.
7. ↑  Prospect Magazine. Originalcitat: "[a] typical northern, working-class mill town, where there were only two distractions: the church and the rugged landscape."
8. 1 2  ”Jeanette Winterson: A most unlikely potboiler” (på engelska). Telegraph.co.uk. http://www.telegraph.co.uk/foodanddrink/10909982/Jeanette-Winterson-A-most-unlikely-potboiler.html. Läst 6 juni 2017.
9. 1 2 3 4 5 6 7 8 9 10 11 12 13 14 15 16  ”Jeanette Winterson  |  Prospect Magazine” (på amerikansk engelska). www.prospectmagazine.co.uk. https://www.prospectmagazine.co.uk/magazine/jeanettewinterson. Läst 6 juni 2017.
10. 1 2 3  ”Mother From Heaven”. The New Yorker. http://www.newyorker.com/magazine/2002/06/17/mother-from-heaven. Läst 13 juni 2017.
11. 1 2 3 4 5 6 7  ”Why Be Happy When You Could Be Normal? by Jeanette Winterson, review” (på engelska). Telegraph.co.uk. http://www.telegraph.co.uk/culture/books/biographyandmemoirreviews/8899342/Why-Be-Happy-When-You-Could-Be-Normal-by-Jeanette-Winterson-review.html. Läst 6 juni 2017.
12. 1 2  ”Jeanette Winterson: I’ve found happiness after a life of despair – BelfastTelegraph.co.uk” (på engelska). BelfastTelegraph.co.uk. http://www.belfasttelegraph.co.uk/woman/life/jeanette-winterson-ive-found-happiness-after-a-life-of-despair-28756702.html. Läst 6 juni 2017.
13. ↑  ”Quality Street, eggnog and sing-offs against The Salvation Army... Jeanette Winterson on her most memorable Christmas” (på brittisk engelska). The Telegraph. http://www.telegraph.co.uk/christmas/2016/12/24/quality-street-eggnog-sing-offs-against-salvation-army-jeanette/. Läst 13 juni 2017.
14. 1 2 3 4 5  Gold, Tanya. ”Page in the Life: Jeanette Winterson” (på engelska). Telegraph.co.uk. http://www.telegraph.co.uk/culture/books/bookreviews/8853265/Page-in-the-Life-Jeanette-Winterson.html. Läst 13 juni 2017.
15. ↑  Brooks, Libby (2 september 2000). ”Power surge”. The Guardian (London). http://www.guardian.co.uk/books/2000/sep/02/fiction.jeanettewinterson.
16. ↑  International Journal of Sexuality and Gender Studies, Volume 6, Number 4. SpringerLink. Retrieved on 26 August 2011.
17. 1 2 3 4 5 6  Bilger, Audrey. ”Jeanette Winterson, The Art of Fiction No. 150” (på engelska). The Paris Review. https://www.theparisreview.org/interviews/1188/jeanette-winterson-the-art-of-fiction-no-150-jeanette-winterson. Läst 13 juni 2017.
18. ↑  Patricia Juliana Smith (24 juli 2006). ”Winterson, Jeanette (b. 1959)”. glbtq Encyclopedia. Arkiverad från originalet den 27 december 2008. https://web.archive.org/web/20081227012032/http://www.glbtq.com/literature/winterson_j.html. Läst 4 december 2008.
19. ↑  Originalcitat: "It was an extraordinary self-awakening, especially if you have a romantic temperament, as I do." Teenage sex was "so exciting, and without the baggage that comes later. It was connected with animal desire, which girls lose quickly. They're just as likely to want sex for its own sake but get tricked out of it.", "Redemption songs", The Guardian, läst 13 juni 2017
20. 1 2 3 4  Jaggi, Maya (28 maj 2004). ”Redemption songs” (på brittisk engelska). The Guardian. ISSN 0261-3077. https://www.theguardian.com/books/2004/may/29/fiction.jeanettewinterson. Läst 13 juni 2017.
21. ↑  ”Amazon sorry for book sales error which hit Accrington author” (på engelska). Lancashire Telegraph. http://www.lancashiretelegraph.co.uk/news/4288955.Amazon_sorry_for_book_sales_error_which_hit_Accrington_author/. Läst 13 juni 2017.
22. ↑  Winterson profile Arkiverad 25 mars 2012 hämtat från the Wayback Machine.
23. ↑  Originalcitat: "Oranges was a scream from a coalhole.", Page in the life: Jeanette Winterson, The Telegraph, läst 27 juni 2017
24. 1 2  ”Uppvuxen med ondskan”. SvD.se. https://www.svd.se/uppvuxen-med-ondskan. Läst 27 juni 2017.
25. ↑  ”Boating for Beginners by Jeanette Winterson (1985)” (på brittisk engelska). Polari Magazine. 26 mars 2009. http://www.polarimagazine.com/classicbooks/boating-for-beginners-by-jeanette-winterson-1985/. Läst 27 juni 2017.
26. 1 2 3  ”Boating For Beginners - Jeanette Winterson” (på amerikansk engelska). Jeanette Winterson. Arkiverad från originalet den 18 juli 2017. https://web.archive.org/web/20170718094242/http://www.jeanettewinterson.com/book/boating-for-beginners/. Läst 27 juni 2017.
27. ↑  Jaén, Susana Onega (2006-09-05) (på engelska). Jeanette Winterson. Manchester University Press. ISBN 9780719068393. https://books.google.se/books?id=g4pCTzq4Wy4C&pg=PA35&lpg=PA35&dq=fit+for+the+future+winterson&source=bl&ots=1Byh_uZnXD&sig=1vMczblpLo-2l2bTrCrwMzwrTyk&hl=sv&sa=X&sqi=2&ved=0ahUKEwi29aHWr97UAhXFJJoKHeLJCqQQ6AEIWzAI#v=onepage&q=fit%20for%20the%20future%20winterson&f=false. Läst 27 juni 2017
28. ↑  Winterson, Jeanette (1986). Fit for the future: the guide for women who want to live well. Pandora Press handbooks. Pandora. ISBN 0863580726. Arkiverad från originalet den 30 mars 2018. https://web.archive.org/web/20180330075827/https://catalog.hathitrust.org/Record/002444564. Läst 27 juni 2017
29. ↑  Turner, Jenny (7 september 2000). ”A Tulip and Two Bulbs”. London Review of Books:  s. 10–11. ISSN 0260-9592. https://www.lrb.co.uk/v22/n17/jenny-turner/a-tulip-and-two-bulbs. Läst 27 juni 2017.
30. ↑  ”Christmas Days by Jeanette Winterson — gloom and glee for the holidays”. Financial Times. https://www.ft.com/content/432ed816-c06f-11e6-81c2-f57d90f6741a?mhq5j=e1. Läst 27 juni 2017.
31. ↑  Originalcitat: "It got all dressed up as lesbian prostitution, which it really wasn't. It was simply to do with a very strange and particular time which couldn't happen now, with ladies leading double lives. I was very young. They just wanted to buy me presents, and I needed cookware.", Interview: Jeanette Winterson, The Guardian, läst 21 juni 2017
32. ↑  Grimes, William (23 oktober 2008). ”Pat Kavanagh,  Doyenne of London’s Literary Agents,   Dies at 68” (på amerikansk engelska). The New York Times. ISSN 0362-4331. http://www.nytimes.com/2008/10/23/books/23kavanagh.html. Läst 21 juni 2017.
33. ↑  "In the Eighties, lesbians who wrote books were OK, but lesbians who stole wives were not.", Page in the Life: Jeanette Winterson, The Telegraph, läst 21 juni 2017
34. ↑  ”Ruth Rendell: memories of a friend who stood by me” (på brittisk engelska). The Guardian. 8 maj 2015. ISSN 0261-3077. https://www.theguardian.com/books/2015/may/08/ruth-rendell-memories-of-a-friend-who-stood-by-me. Läst 29 juni 2017.
35. ↑   (på amerikansk engelska) THE PASSION by Jeanette Winterson | Kirkus Reviews. https://www.kirkusreviews.com/book-reviews/jeanette-winterson-7/the-passion-2/. Läst 27 juni 2017
36. ↑  Sjöberg, Lina. ”Hjärtat i huvudrollen (SvD Premium)”. SvD.se. https://www.svd.se/hjartat-i-huvudrollen. Läst 27 juni 2017.
37. 1 2 3 4 5 6 7 8 9 10 11 12  Jeffries, Stuart (21 februari 2010). ”Jeanette Winterson: 'I thought of suicide'” (på brittisk engelska). The Guardian. ISSN 0261-3077. https://www.theguardian.com/books/2010/feb/22/jeanette-winterson-thought-of-suicide. Läst 27 juni 2017.
38. ↑  Originalcitat: "I was at a party in 1989 and Ian McEwan, Martin Amis and Salman Rushdie were sitting on a sofa wondering where the next generation of great British writers would come from. As we talked, it became clear they had never read a word by me.", Jeanette Winterson: I thought of suicide, The Guardian, läst 27 juni 2017
39. ↑  ”Sexing The Cherry by Jeanette Winterson”. magic-realism-books.blogspot.se. http://magic-realism-books.blogspot.se/2013/04/sexing-cherry-by-jeanette-winterson.html. Läst 27 juni 2017.
40. ↑  ”Sexing the Cherry: The power of the imagination | Fantasy Literature: Fantasy and Science Fiction Book and Audiobook Reviews” (på amerikansk engelska). www.fantasyliterature.com. http://www.fantasyliterature.com/reviews/sexing-the-cherry/. Läst 27 juni 2017.
41. ↑  ”Sexing The Cherry - Jeanette Winterson” (på amerikansk engelska). Jeanette Winterson. Arkiverad från originalet den 21 juni 2017. https://web.archive.org/web/20170621134842/http://www.jeanettewinterson.com/book/sexing-the-cherry/. Läst 27 juni 2017.
42. ↑  ”GRIN - Female self-representation in Jeanette Winterson's Sexing The Cherry” (på engelska). www.grin.com. http://www.grin.com/en/e-book/107895/female-self-representation-in-jeanette-winterson-s-sexing-the-cherry. Läst 27 juni 2017.
43. ↑  ”BFI Screenonline: Oranges Are Not The Only Fruit (1990)” (på engelska). www.screenonline.org.uk. http://www.screenonline.org.uk/tv/id/589721/index.html. Läst 27 juni 2017.
44. 1 2  ”Written On The Body – Jeanette Winterson” (på amerikansk engelska). Jeanette Winterson. Arkiverad från originalet den 23 juni 2017. https://web.archive.org/web/20170623102035/http://www.jeanettewinterson.com/book/written-on-the-body/. Läst 27 juni 2017.
45. ↑  País, Ediciones El (16 januari 1991). ”'Los jinetes del alba' obtiene el FIPA de oro en Cannes” (på spanska). EL PAÍS. http://elpais.com/diario/1991/01/16/radiotv/663980401_850215.html. Läst 27 juni 2017.
46. ↑  Originalcitat: "And there was really nothing on TV, before Oranges that showed gay women as anything but ugly, desperate, confused, lonely, addicted, alcoholic, predatory, or going through a phase.", Onwards and Outwards: Oranges Are Not The Only Fruit, Institute of Contemporary Arts, läst 27 juni 2017
47. 1 2  ”God's gift to women” (på brittisk engelska). The Guardian. 19 augusti 2000. ISSN 0261-3077. https://www.theguardian.com/books/2000/aug/20/fiction.jeanettewinterson. Läst 29 juni 2017.
48. ↑  Originalcitat: "At college, I was told there were four great women novelists in the 19th century – Jane Austen, George Eliot, Charlotte and Emily Brontë. Not one of them led an enviable life – all of them had to sacrifice ludicrously in order to be writers. I wasn't prepared to do that.", Jeanette Winterson: I thought of suicide, The Guardian, läst 29 juni 2017
49. ↑  The complete review. ”Art Objects - Jeanette Winterson”. www.complete-review.com. http://www.complete-review.com/reviews/wintersj/aobjects.htm. Läst 29 juni 2017.
50. ↑  ”Sexing the Cosmos”. www.nytimes.com. http://www.nytimes.com/books/97/05/11/reviews/970511.11bowert.html. Läst 29 juni 2017.
51. ↑  ”Fiction Book Review: Gut Symmetries by Jeanette Winterson, Author  Alfred A. Knopf $22 (225p) ISBN 978-0-679-45475-5” (på engelska). PublishersWeekly.com. https://www.publishersweekly.com/978-0-679-45475-5. Läst 29 juni 2017.
52. ↑  Ox-Tales Arkiverad 18 juli 2011 hämtat från the Wayback Machine.. Oxfam. Retrieved on 26 August 2011.
53. ↑  ”Varför vara lycklig när du kan vara normal? av Jeanette Winterson – LitteraturMagazinet”. http://www.litteraturmagazinet.se/jeanette-winterson/varfor-vara-lycklig-nar-du-kan-vara-normal. Läst 25 maj 2015.
54. ↑  ”Centre for New Writing (University of Manchester) Creative Writing Courses and Events (Centre for New Writing – The University of Manchester)”. 18 januari 2016. Arkiverad från originalet den 18 januari 2016. https://web.archive.org/web/20160118065226/http://www.arts.manchester.ac.uk/newwriting/. Läst 29 juni 2017.
55. ↑  Winterson, Jeanette (18 maj 2012). ”Jeanette Winterson: teaching creative writing” (på brittisk engelska). The Guardian. ISSN 0261-3077. https://www.theguardian.com/books/2012/may/18/jeanette-winterson-teaching-creative-writing. Läst 29 juni 2017.
56. ↑  Hensher, Philip; Winterson, Jeanette; Cusk, Rachel (14 mars 2014). ”So you want to be a writer …” (på brittisk engelska). The Guardian. ISSN 0261-3077. https://www.theguardian.com/books/2014/mar/14/creative-writing-courses-advice-students. Läst 29 juni 2017.
57. ↑  Winterson, Jeanette (23 augusti 2014). ”The one that got away: Jeanette Winterson” (på brittisk engelska). The Guardian. ISSN 0261-3077. https://www.theguardian.com/lifeandstyle/2014/aug/23/the-one-that-got-away-jeanette-winterson. Läst 29 juni 2017.
58. ↑  Maya Jaggi (29 maj 2004). ”Saturday Review: Profile: Jeanette Winterson”. The Guardian (London). http://www.guardian.co.uk/books/2004/may/29/fiction.jeanettewinterson. Läst 4 december 2008.
59. ↑  Stuart Jeffries (22 februari 2010). ”Jeanette Winterson: 'I thought of suicide'”. The Guardian (London). http://www.guardian.co.uk/books/2010/feb/22/jeanette-winterson-thought-of-suicide. Läst 15 augusti 2011.
60. ↑  ”Londoner's Diary: Wedding bells chime for Susie Orbach and Jeanette” (på brittisk engelska). 9 juni 2015. http://www.standard.co.uk/news/londoners-diary/londoners-diary-wedding-bells-chime-for-susie-orbach-and-jeanette-winterson-10307701.html. Läst 1 september 2016.
61. ↑  Gadher, Dipesh (26 oktober 2008). ”Lesbian novelist Jeanette Winterson planned last visit to dying ex-lover”. The Sunday Times. https://www.thetimes.com/article/lesbian-novelist-jeanette-winterson-planned-last-visit-to-dying-ex-lover-p2gtnl7988n. Läst 17 mars 2011.
62. ↑  Originalcitat: "I found what [the poet Robert] Graves calls the shining space between dark and dark. It was something I visualised, that shining space. It seemed that I could just walk in that shining space and be there. And I did and then the darkness began to clear. The wound is always there and hurts but it's not festering.", Jeanette Winterson: I thought of suicide, The Guardian, läst 29 juni 2017
63. ↑  Winterson, Jeanette (11 april 2014). ”Jeanette Winterson: can you stop the menopause?” (på brittisk engelska). The Guardian. ISSN 0261-3077. https://www.theguardian.com/books/2014/apr/11/jeanette-winterson-can-you-stop-the-menopause. Läst 29 juni 2017.
64. ↑  ”About – Jeanette Winterson” (på amerikansk engelska). Jeanette Winterson. Arkiverad från originalet den 11 januari 2016. https://web.archive.org/web/20160111031806/http://www.jeanettewinterson.com/about/. Läst 6 juni 2017.
65. ↑  ”Jeanette Winterson: ”Jag har aldrig känt mig som ett offer” - Intervju - LitteraturMagazinet”. http://www.litteraturmagazinet.se/jeanette-winterson/intervjuer/varfor-vara-lycklig-nar-du-kan-vara-normal. Läst 25 maj 2015.
66. ↑  Sjöberg, Lina. ”Hjärtat i huvudrollen (SvD Premium)”. SvD.se. https://www.svd.se/hjartat-i-huvudrollen. Läst 6 juni 2017.
67. ↑  ”Recension av Skymningsporten, Jeanette Winterson: Häxprocesserna i Jeanette Wintersons tappning - LitteraturMagazinet”. http://www.litteraturmagazinet.se/jeanette-winterson/skymningsporten/recension/henrik-elstad. Läst 25 maj 2015.
68. ↑  ”Skymningsporten”. Göteborgs-Posten. http://www.gp.se/n%C3%B6je/skymningsporten-jeanette-winterson-1.96021. Läst 6 juni 2017.
69. ↑  Spindler, Ylva Lagercrantz. ”Shakespeares kung bildar regnbågsfamilj (SvD Premium)”. SvD.se. https://www.svd.se/shakespeares-kung-bildar-regnbagsfamilj. Läst 6 juni 2017.
70. ↑  ”Oranges Are Not the Only Fruit (TV Mini-Series 1989– )”. http://www.imdb.com/title/tt0098032/?ref_=nm_knf_t4. Läst 6 juni 2017.
71. ↑  ”Great Moments in Aviation (1994)”. http://www.imdb.com/title/tt0107042/?ref_=nm_knf_t2. Läst 6 juni 2017.
72. ↑  ”Jackanory Junior (TV Series 2007– )”. http://www.imdb.com/title/tt0865681/fullcredits?ref_=tt_cl_sm#cast. Läst 6 juni 2017.
73. ↑  ”Ingenious (TV Movie 2009)”. http://www.imdb.com/title/tt1509129/?ref_=nm_knf_t1. Läst 6 juni 2017.